# بالنتی ماسانا
بالنتی ماسانا (اسپانیایی: Valentí Massana‎؛ زادهٔ ۵ ژوئیهٔ ۱۹۷۰) دونده پیاده‌روی سرعت اهل اسپانیا بود.